# Promeses incomplides
Promeses incomplides  (títol original: The Proposition) és una pel·lícula estatunidenca dirigida per Lesli Linka Glatter, estrenada l'any 1998. Ha estat doblada al català.

## Argument
A Boston (Massachusetts) l'any 1935, Arthur Barret, estèril, contracta Roger, un jove estudiant de Harvard per fer un fill a la seva dona Eleanor. Després que Roger i el nen morin en estranyes circumstàncies, Eleanor s'acosta al pare McKinnon, arribat fa poc d'Anglaterra i que amaga un secret relacionat amb la família Barret. La seva relació, en principi amistosa, evoluciona.

## Repartiment
- Kenneth Branagh: pare Michael McKinnon
- Madeleine Stowe: Eleanor Barret
- William Hurt: Arthur Barret
- Robert Loggia: Hannibal Thurman
- Neil Patrick Harris: Roger Martin
- Blythe Danner: Syril Danning
- Bronia Wheeler: germana Mary Frances
- Ken Cheeseman: Wayne Fenton
- Jim Chiros: Timothy
- Josef Ordenar: pare Dryer
- Frank Tost: pare Frank Timothy
- David Byrd: doctor Jenkins

## Crítica
- Vigorós melodrama de factura clàssica, amb un calat tan literari i musical que es contempla amb la mateixa emoció amb que s'escolta una simfonia de Beethoven"[3]